# Babylon 5/Episodenliste
Diese Episodenliste enthält alle 110 Episoden der Science-Fiction-Fernsehserie Babylon 5.

## Pilotfilm: „Die Zusammenkunft“
Die Erstausstrahlung des Pilotfilms wurde in den USA am 22. Februar 1993 gesendet. Im deutschsprachigen Raum lief der Film erstmals am 3. August 1995 auf ProSieben.
| Nr. (ges.) | Nr. (St.) | Deutscher Titel   | Originaltitel | Erstausstrahlung USA | Deutschsprachige Erstausstrahlung (D) | Regie           | Drehbuch               | Produktions- nummer |
| ---------- | --------- | ----------------- | ------------- | -------------------- | ------------------------------------- | --------------- | ---------------------- | ------------------- |
| 0          | 0         | Die Zusammenkunft | The Gathering | 22. Feb. 1993        | 3. Aug. 1995                          | Richard Compton | J. Michael Straczynski | 000                 |

## Staffel 1: „Zeichen und Wunder“
Die Erstausstrahlung der ersten Staffel wurde in den USA vom 26. Januar bis 26. Oktober 1994 gesendet. Im deutschsprachigen Raum lief die Staffel erstmals vom 6. August 1995 bis 17. Dezember 1995 auf ProSieben.
| Nr. (ges.) | Nr. (St.) | Deutscher Titel                | Originaltitel                      | Erstausstrahlung USA | Deutschsprachige Erstausstrahlung (D) | Regie                  | Drehbuch               | Produktions- nummer |
| ---------- | --------- | ------------------------------ | ---------------------------------- | -------------------- | ------------------------------------- | ---------------------- | ---------------------- | ------------------- |
| 1          | 1         | Ragesh 3                       | Midnight on the Firing Line        | 26. Jan. 1994        | 6. Aug. 1995                          | Richard Compton        | J. Michael Straczynski | 103                 |
| 2          | 2         | Der Seelenjäger                | Soul Hunter                        | 2. Feb. 1994         | 13. Aug. 1995                         | Jim Johnston           | J. Michael Straczynski | 102                 |
| 3          | 3         | Die Purpurdaten                | Born to the Purple                 | 9. Feb. 1994         | 20. Aug. 1995                         | Bruce Seth Green       | Larry DiTillio         | 104                 |
| 4          | 4         | Ein unheimlicher Fund          | Infection                          | 16. Feb. 1994        | 27. Aug. 1995                         | Richard Compton        | J. Michael Straczynski | 101                 |
| 5          | 5         | Angriff auf G'Kar              | The Parliament of Dreams           | 23. Feb. 1994        | 3. Sep. 1995                          | Jim Johnston           | J. Michael Straczynski | 108                 |
| 6          | 6         | Die Macht des Geistes          | Mind War                           | 2. März 1994         | 10. Sep. 1995                         | Bruce Seth Green       | J. Michael Straczynski | 110                 |
| 7          | 7         | Angriff auf die Außerirdischen | The War Prayer                     | 9. März 1994         | 17. Sep. 1995                         | Richard Compton        | D. C. Fontana          | 107                 |
| 8          | 8         | Gefangen im Cybernetz          | And the Sky Full of Stars          | 16. März 1994        | 24. Sep. 1995                         | Janet Greek            | J. Michael Straczynski | 106                 |
| 9          | 9         | Die Todesbringerin             | Deathwalker                        | 20. Apr. 1994        | 1. Okt. 1995                          | Bruce Seth Green       | Larry DiTillio         | 113                 |
| 10         | 10        | Die Gläubigen                  | Believers                          | 27. Apr. 1994        | 8. Okt. 1995                          | Richard Compton        | David Gerrold          | 105                 |
| 11         | 11        | Ein Wiedersehen mit Folgen     | Survivors                          | 4. Mai 1994          | 15. Okt. 1995                         | Jim Johnston           | Marc Scott Zicree      | 111                 |
| 12         | 12        | Mit allen Mitteln              | By Any Means Necessary             | 11. Mai 1994         | 22. Okt. 1995                         | Jim Johnston           | Kathryn M. Drennan     | 114                 |
| 13         | 13        | Visionen des Schreckens        | Signs and Portents                 | 18. Mai 1994         | 29. Okt. 1995                         | Janet Greek            | J. Michael Straczynski | 116                 |
| 14         | 14        | Im Ring des Blutes             | TKO                                | 25. Mai 1994         | 5. Nov. 1995                          | John C. Flinn III      | Larry DiTillio         | 119                 |
| 15         | 15        | Der Gral                       | Grail                              | 6. Juli 1994         | 12. Nov. 1995                         | Richard Compton        | Christy Marx           | 109                 |
| 16         | 16        | Die Untersuchung               | Eyes                               | 13. Juli 1994        | 19. Nov. 1995                         | Jim Johnston           | Larry DiTillio         | 122                 |
| 17         | 17        | Krieger wider Willen           | Legacies                           | 20. Juli 1994        | 26. Nov. 1995                         | Bruce Seth Green       | D. C. Fontana          | 115                 |
| 18         | 18        | Angriff der Aliens Teil 1      | A Voice in the Wilderness, Part I  | 27. Juli 1994        | 1. Dez. 1995                          | Janet Greek            | J. Michael Straczynski | 120                 |
| 19         | 19        | Angriff der Aliens Teil 2      | A Voice in the Wilderness, Part II | 3. Aug. 1994         | 1. Dez. 1995                          | Janet Greek            | J. Michael Straczynski | 121                 |
| 20         | 20        | Verloren in der Zeit           | Babylon Squared                    | 10. Aug. 1994        | 3. Dez. 1995                          | Jim Johnston           | J. Michael Straczynski | 118                 |
| 21         | 21        | Die Heilerin                   | The Quality of Mercy               | 17. Aug. 1994        | 10. Dez. 1995                         | Lorraine Senna Ferrara | J. Michael Straczynski | 117                 |
| 22         | 22        | Chrysalis                      | Chrysalis                          | 26. Okt. 1994        | 17. Dez. 1995                         | Janet Greek            | J. Michael Straczynski | 112                 |

## Staffel 2: „Schatten am Horizont“
Die Erstausstrahlung der zweiten Staffel wurde in den USA vom 2. November 1994 bis 1. November 1995 gesendet. Im deutschsprachigen Raum lief die Staffel erstmals vom 31. Dezember 1995 bis 9. Juni 1996 auf ProSieben.
| Nr. (ges.) | Nr. (St.) | Deutscher Titel            | Originaltitel                | Erstausstrahlung USA | Deutschsprachige Erstausstrahlung (D) | Regie             | Drehbuch               | Produktions- nummer |
| ---------- | --------- | -------------------------- | ---------------------------- | -------------------- | ------------------------------------- | ----------------- | ---------------------- | ------------------- |
| 23         | 1         | Die Feuerprobe             | Points of Departure          | 2. Nov. 1994         | 31. Dez. 1995                         | Janet Greek       | J. Michael Straczynski | 201                 |
| 24         | 2         | Rückkehr der Finsternis    | Revelations                  | 9. Nov. 1994         | 7. Jan. 1996                          | Jim Johnston      | J. Michael Straczynski | 202                 |
| 25         | 3         | Eine Frage der Farbe       | The Geometry of Shadows      | 16. Nov. 1994        | 14. Jan. 1996                         | Mike Vejar        | J. Michael Straczynski | 203                 |
| 26         | 4         | Rettet die Cortez!         | A Distant Star               | 23. Nov. 1994        | 21. Jan. 1996                         | Jim Johnston      | D. C. Fontana          | 204                 |
| 27         | 5         | Der unsichtbare Feind      | The Long Dark                | 30. Nov. 1994        | 28. Jan. 1996                         | Mario Di Leo      | Scott Frost            | 205                 |
| 28         | 6         | Freiheit für den Mars!     | Spider in the Web            | 7. Dez. 1994         | 4. Feb. 1996                          | Kevin G. Cremin   | Larry DiTillio         | 206                 |
| 29         | 7         | Drei Frauen für Mollari    | Soul Mates                   | 14. Dez. 1994        | 18. Feb. 1996                         | John C. Flinn III | Peter David            | 208                 |
| 30         | 8         | Der Gedankenpolizist       | A Race Through Dark Places   | 25. Jan. 1995        | 11. Feb. 1996                         | Jim Johnston      | J. Michael Straczynski | 207                 |
| 31         | 9         | Schatten am Horizont       | The Coming of Shadows        | 1. Feb. 1995         | 25. Feb. 1996                         | Janet Greek       | J. Michael Straczynski | 209                 |
| 32         | 10        | Die Schlacht um Matok      | Gropos                       | 8. Feb. 1995         | 3. März 1996                          | Jim Johnston      | Larry DiTillio         | 210                 |
| 33         | 11        | Alarm in Sektor 92         | All Alone in the Night       | 15. Feb. 1995        | 10. März 1996                         | Mario Di Leo      | J. Michael Straczynski | 211                 |
| 34         | 12        | Auf dem Pulverfass         | Acts of Sacrifice            | 22. Feb. 1995        | 17. März 1996                         | Jim Johnston      | J. Michael Straczynski | 212                 |
| 35         | 13        | Der Arzt des Präsidenten   | Hunter, Prey                 | 1. März 1995         | 24. März 1996                         | Menachem Binetski | J. Michael Straczynski | 213                 |
| 36         | 14        | Minbari lügen nicht        | There All the Honor Lies     | 26. Apr. 1995        | 31. März 1996                         | Mike Vejar        | Peter David            | 215                 |
| 37         | 15        | 36 Stunden auf Babylon 5   | And Now For a Word           | 3. Mai 1995          | 14. Apr. 1996                         | Mario Di Leo      | J. Michael Straczynski | 214                 |
| 38         | 16        | Das Geheimnis von Z'ha'dum | In the Shadow of Z'ha'dum    | 10. Mai 1995         | 28. Apr. 1996                         | David J. Eagle    | J. Michael Straczynski | 217                 |
| 39         | 17        | Duell unter Freunden       | Knives                       | 17. Mai 1995         | 21. Apr. 1996                         | Stephen L. Posey  | Larry DiTillio         | 216                 |
| 40         | 18        | Das Ende der Markab        | Confessions and Lamentations | 24. Mai 1995         | 5. Mai 1996                           | Kevin G. Cremin   | J. Michael Straczynski | 218                 |
| 41         | 19        | Verräter ohne Schuld       | Divided Loyalties            | 11. Okt. 1995        | 12. Mai 1996                          | Jesus Trevino     | J. Michael Straczynski | 220                 |
| 42         | 20        | Die Armee des Lichts       | The Long, Twilight Struggle  | 18. Okt. 1995        | 19. Mai 1996                          | John C. Flinn III | J. Michael Straczynski | 219                 |
| 43         | 21        | Das Verhör des Inquisitors | Comes the Inquisitor         | 25. Okt. 1995        | 2. Juni 1996                          | Mike Vejar        | J. Michael Straczynski | 221                 |
| 44         | 22        | Ein Pakt mit dem Teufel    | The Fall of Night            | 1. Nov. 1995         | 9. Juni 1996                          | Janet Greek       | J. Michael Straczynsk  | 222                 |

## Staffel 3: „Kriegsrecht“
Die Erstausstrahlung der dritten Staffel wurde in den USA vom 6. November 1995 bis 28. Oktober 1996 gesendet. Im deutschsprachigen Raum lief die Staffel erstmals vom 22. September 1996 bis 23. Februar 1997 auf ProSieben.
| Nr. (ges.) | Nr. (St.) | Deutscher Titel              | Originaltitel                           | Erstausstrahlung USA | Deutschsprachige Erstausstrahlung (D) | Regie             | Drehbuch               | Produktions- nummer |
| ---------- | --------- | ---------------------------- | --------------------------------------- | -------------------- | ------------------------------------- | ----------------- | ---------------------- | ------------------- |
| 45         | 1         | Das Schattenschiff           | Matters of Honor                        | 6. Nov. 1995         | 22. Sep. 1996                         | Kevin G. Cremin   | J. Michael Straczynski | 301                 |
| 46         | 2         | Bombenterror                 | Convictions                             | 13. Nov. 1995        | 29. Sep. 1996                         | Mike Vejar        | J. Michael Straczynski | 302                 |
| 47         | 3         | 24 Stunden bis zum Ende      | A Day in the Strife                     | 20. Nov. 1995        | 6. Okt. 1996                          | David J. Eagle    | J. Michael Straczynski | 303                 |
| 48         | 4         | Die Schrift aus Blut         | Passing through Gethsemane              | 27. Nov. 1995        | 13. Okt. 1996                         | Adam Nimoy        | J. Michael Straczynski | 305                 |
| 49         | 5         | Der Beweis                   | Voices of Authority                     | 29. Jan. 1996        | 20. Okt. 1996                         | Menachem Binetski | J. Michael Straczynski | 304                 |
| 50         | 6         | Der Selbstversuch            | Dust to Dust                            | 5. Feb. 1996         | 27. Okt. 1996                         | David J. Eagle    | J. Michael Straczynski | 306                 |
| 51         | 7         | Die Hüter des Wissens        | Exogenesis                              | 12. Feb. 1996        | 3. Nov. 1996                          | Kevin G. Cremin   | J. Michael Straczynski | 307                 |
| 52         | 8         | Das Netz der Lügen           | Messages from Earth                     | 19. Feb. 1996        | 10. Nov. 1996                         | Mike Vejar        | J. Michael Straczynski | 308                 |
| 53         | 9         | Kriegsrecht                  | Point of No Return                      | 26. Feb. 1996        | 17. Nov. 1996                         | Jim Johnston      | J. Michael Straczynski | 309                 |
| 54         | 10        | Die Strafaktion              | Severed Dreams                          | 1. Apr. 1996         | 24. Nov. 1996                         | David J. Eagle    | J. Michael Straczynski | 310                 |
| 55         | 11        | Ein neuer Anfang             | Ceremonies of Light and Dark            | 8. Apr. 1996         | 1. Dez. 1996                          | John C. Flinn III | J. Michael Straczynski | 311                 |
| 56         | 12        | Eine wahre Centauri          | Sic Transit Vir                         | 15. Apr. 1996        | 8. Dez. 1996                          | Jesus Trevino     | J. Michael Straczynski | 313                 |
| 57         | 13        | Schmerzen der Erinnerung     | A Late Delivery from Avalon             | 22. Apr. 1996        | 15. Dez. 1996                         | Mike Vejar        | J. Michael Straczynski | 312                 |
| 58         | 14        | Der Feind meines Feindes     | Ship of Tears                           | 29. Apr. 1996        | 22. Dez. 1996                         | Mike Vejar        | J. Michael Straczynski | 314                 |
| 59         | 15        | Zeit des Abschieds           | Interludes and Examinations             | 6. Mai 1996          | 29. Dez. 1996                         | Jesus Trevino     | J. Michael Straczynski | 315                 |
| 60         | 16        | Ranger eins                  | War Without End, Part One               | 13. Mai 1996         | 5. Jan. 1997                          | Mike Vejar        | J. Michael Straczynski | 316                 |
| 61         | 17        | Tausend Jahre durch die Zeit | War Without End, Part Two               | 20. Mai 1996         | 12. Jan. 1997                         | Mike Vejar        | J. Michael Straczynski | 317                 |
| 62         | 18        | Die Schlacht der Telepathen  | Walkabout                               | 30. Sep. 1996        | 26. Jan. 1997                         | Kevin G. Cremin   | J. Michael Straczynski | 318                 |
| 63         | 19        | Das Rätsel von Grau 17       | Grey 17 Is Missing                      | 7. Okt. 1996         | 2. Feb. 1997                          | John C. Flinn III | J. Michael Straczynski | 319                 |
| 64         | 20        | Tod eines Intriganten        | And the Rock Cried Out, No Hiding Place | 14. Okt. 1996        | 9. Feb. 1997                          | David J. Eagle    | J. Michael Straczynski | 320                 |
| 65         | 21        | Der große Schlag             | Shadow Dancing                          | 21. Okt. 1996        | 16. Feb. 1997                         | Kim Friedman      | J. Michael Straczynski | 321                 |
| 66         | 22        | Der Alleingang               | Z'ha'dum                                | 28. Okt. 1996        | 23. Feb. 1997                         | Adam Nimoy        | J. Michael Straczynski | 322                 |

## Staffel 4: „Die Befreiung von Proxima 3“
Die Erstausstrahlung der vierten Staffel wurde in den USA vom 4. November 1996 bis 27. Oktober 1997 gesendet. Im deutschsprachigen Raum lief die Staffel erstmals vom 23. Mai 1998 bis 24. Oktober 1998 auf ProSieben.
| Nr. (ges.) | Nr. (St.) | Deutscher Titel                      | Originaltitel                       | Erstausstrahlung USA | Deutschsprachige Erstausstrahlung (D) | Regie              | Drehbuch               | Produktions- nummer |
| ---------- | --------- | ------------------------------------ | ----------------------------------- | -------------------- | ------------------------------------- | ------------------ | ---------------------- | ------------------- |
| 67         | 1         | In der Stunde des Wolfes             | The Hour of the Wolf                | 4. Nov. 1996         | 23. Mai 1998                          | David J. Eagle     | J. Michael Straczynski | 401                 |
| 68         | 2         | Der Letzte des Kha'ri                | Whatever Happened to Mr. Garibaldi? | 11. Nov. 1996        | 30. Mai 1998                          | Kevin James Dobson | J. Michael Straczynski | 402                 |
| 69         | 3         | Rückkehr vom Schattenplaneten        | The Summoning                       | 18. Nov. 1996        | 6. Juni 1998                          | John McPherson     | J. Michael Straczynski | 403                 |
| 70         | 4         | Das Monster auf dem Thron            | Falling Toward Apotheosis           | 25. Nov. 1996        | 13. Juni 1998                         | David J. Eagle     | J. Michael Straczynski | 404                 |
| 71         | 5         | Tyrannenmord                         | The Long Night                      | 27. Jan. 1997        | 20. Juni 1998                         | John Lafia         | J. Michael Straczynski | 405                 |
| 72         | 6         | Das dritte Zeitalter                 | Into the Fire                       | 3. Feb. 1997         | 27. Juni 1998                         | Kevin James Dobson | J. Michael Straczynski | 406                 |
| 73         | 7         | Unter Quarantäne                     | Epiphanies                          | 10. Feb. 1997        | 4. Juli 1998                          | John C. Flinn III  | J. Michael Straczynski | 407                 |
| 74         | 8         | Lügenpropaganda                      | The Illusion of Truth               | 17. Feb. 1997        | 11. Juli 1998                         | Stephen Furst      | J. Michael Straczynski | 408                 |
| 75         | 9         | Das Traumorakel                      | Atonement                           | 24. Feb. 1997        | 18. Juli 1998                         | Tony Dow           | J. Michael Straczynski | 409                 |
| 76         | 10        | Captain Jack                         | Racing Mars                         | 21. Apr. 1997        | 25. Juli 1998                         | Jesus Trevino      | J. Michael Straczynski | 410                 |
| 77         | 11        | Die Stimme des Widerstands           | Lines of Communication              | 28. Apr. 1997        | 1. Aug. 1998                          | John C. Flinn III  | J. Michael Straczynski | 411                 |
| 78         | 12        | Ein Job für Garibaldi                | Conflicts of Interest               | 5. Mai 1997          | 8. Aug. 1998                          | David J. Eagle     | J. Michael Straczynski | 412                 |
| 79         | 13        | Krieg der Kasten                     | Rumors, Bargains and Lies           | 12. Mai 1997         | 15. Aug. 1998                         | Mike Vejar         | J. Michael Straczynski | 413                 |
| 80         | 14        | Im Kreis des Sternenfeuers           | Moments of Transition               | 19. Mai 1997         | 22. Aug. 1998                         | Tony Dow           | J. Michael Straczynski | 414                 |
| 81         | 15        | Die Befreiung von Proxima 3          | No Surrender, No Retreat            | 26. Mai 1997         | 29. Aug. 1998                         | Mike Vejar         | J. Michael Straczynski | 415                 |
| 82         | 16        | Hinter den Kulissen                  | The Exercise of Vital Powers        | 2. Juni 1997         | 5. Sep. 1998                          | John Lafia         | J. Michael Straczynski | 416                 |
| 83         | 17        | Homo Superior                        | The Face of the Enemy               | 9. Juni 1997         | 12. Sep. 1998                         | Mike Vejar         | J. Michael Straczynski | 417                 |
| 84         | 18        | Das Verhör                           | Intersections in Real Time          | 16. Juni 1997        | 19. Sep. 1998                         | John Lafia         | J. Michael Straczynski | 418                 |
| 85         | 19        | Das Werkzeug der Vergeltung          | Between the Darkness and the Light  | 6. Okt. 1997         | 26. Sep. 1998                         | David J. Eagle     | J. Michael Straczynski | 419                 |
| 86         | 20        | Söhne und Töchter der Erde           | Endgame                             | 13. Okt. 1997        | 10. Okt. 1998                         | John Copeland      | J. Michael Straczynski | 420                 |
| 87         | 21        | Die neue Allianz                     | Rising Star                         | 20. Okt. 1997        | 17. Okt. 1998                         | Tony Dow           | J. Michael Straczynski | 421                 |
| 88         | 22        | In hundert Jahren, in tausend Jahren | The Deconstruction of Falling Stars | 27. Okt. 1997        | 24. Okt. 1998                         | Stephen Furst      | J. Michael Straczynski | 501                 |

## Staffel 5: „Augen aus Feuer“
Die Erstausstrahlung der fünften Staffel wurde in den USA vom 21. Januar 1998 bis 25. November 1998 gesendet. Im deutschsprachigen Raum lief die Staffel erstmals vom 7. November 1998 bis 10. April 1999 auf ProSieben.
| Nr. (ges.) | Nr. (St.) | Deutscher Titel            | Originaltitel                            | Erstausstrahlung USA | Deutschsprachige Erstausstrahlung (D) | Regie                  | Drehbuch                                                             | Produktions- nummer |
| ---------- | --------- | -------------------------- | ---------------------------------------- | -------------------- | ------------------------------------- | ---------------------- | -------------------------------------------------------------------- | ------------------- |
| 89         | 1         | Der Attentäter             | No Compromises                           | 21. Jan. 1998        | 7. Nov. 1998                          | Janet Greek            | J. Michael Straczynski                                               | 502                 |
| 90         | 2         | An der Schwelle des Todes  | The Very Long Night of Londo Mollari     | 28. Jan. 1998        | 14. Nov. 1998                         | David J. Eagle         | J. Michael Straczynski                                               | 503                 |
| 91         | 3         | Die Stimme des Universums  | The Paragon of Animals                   | 4. Feb. 1998         | 21. Nov. 1998                         | Mike Vejar             | J. Michael Straczynski                                               | 504                 |
| 92         | 4         | Einfache Leute             | A View from the Gallery                  | 11. Feb. 1998        | 28. Nov. 1998                         | Janet Greek            | J. Michael Straczynski Idee: Harlan Ellison & J. Michael Straczynski | 505                 |
| 93         | 5         | Lektion des Schreckens     | Learning Curve                           | 18. Feb. 1998        | 5. Dez. 1998                          | David J. Eagle         | J. Michael Straczynski                                               | 506                 |
| 94         | 6         | Der Herr der Bluthunde     | Strange Relations                        | 25. Feb. 1998        | 12. Dez. 1998                         | John C. Flinn III      | J. Michael Straczynski                                               | 507                 |
| 95         | 7         | Ein sterbendes Volk        | Secrets of the Soul                      | 4. März 1998         | 19. Dez. 1998                         | Tony Dow               | J. Michael Straczynski                                               | 508                 |
| 96         | 8         | Der Tag der Toten          | Day of the Dead                          | 11. März 1998        | 2. Jan. 1999                          | Doug Lefler            | Neil Gaiman                                                          | 511                 |
| 97         | 9         | Die Telepathenkolonie      | In the Kingdom of the Blind              | 18. März 1998        | 9. Jan. 1999                          | David J. Eagle         | J. Michael Straczynski                                               | 509                 |
| 98         | 10        | Die letzte Gefangene       | A Tragedy of Telepaths                   | 25. März 1998        | 16. Jan. 1999                         | Tony Dow               | J. Michael Straczynski                                               | 510                 |
| 99         | 11        | Vergesst Byron nicht!      | Phoenix Rising                           | 1. Apr. 1998         | 23. Jan. 1999                         | David J. Eagle         | J. Michael Straczynski                                               | 512                 |
| 100        | 12        | Das Buch G'Kar             | The Ragged Edge                          | 8. Apr. 1998         | 30. Jan. 1999                         | John Copeland          | J. Michael Straczynski                                               | 513                 |
| 101        | 13        | Das Corps der Gnadenlosen  | The Corps is Mother, The Corps is Father | 15. Apr. 1998        | 6. Feb. 1999                          | Stephen Furst          | J. Michael Straczynski                                               | 514                 |
| 102        | 14        | Die Wahrheit ist ein Fluss | Meditations on the Abyss                 | 27. Mai 1998         | 13. Feb. 1999                         | Mike Vejar             | J. Michael Straczynski                                               | 515                 |
| 103        | 15        | Am Rande des Abgrunds      | Darkness Ascending                       | 3. Juni 1998         | 20. Feb. 1999                         | Janet Greek            | J. Michael Straczynski                                               | 516                 |
| 104        | 16        | Die Blockade               | And All My Dreams, Torn Asunder          | 10. Juni 1998        | 27. Feb. 1999                         | Goran Gajic            | J. Michael Straczynski                                               | 517                 |
| 105        | 17        | Der letzte Befehl          | Movements of Fire and Shadow             | 17. Juni 1998        | 6. März 1999                          | John C. Flinn III      | J. Michael Straczynski                                               | 518                 |
| 106        | 18        | Die Bürde des Imperators   | The Fall of Centauri Prime               | 28. Okt. 1998        | 13. März 1999                         | Douglas E. Wise        | J. Michael Straczynski                                               | 519                 |
| 107        | 19        | Augen aus Feuer            | The Wheel of Fire                        | 4. Nov. 1998         | 20. März 1999                         | Janet Greek            | J. Michael Straczynski                                               | 520                 |
| 108        | 20        | Wann, wenn nicht jetzt?    | Objects in Motion                        | 11. Nov. 1998        | 27. März 1999                         | Jesus Trevino          | J. Michael Straczynski Idee: Harlan Ellison & J. Michael Straczynski | 521                 |
| 109        | 21        | Der letzte Blick zurück    | Objects at Rest                          | 18. Nov. 1998        | 3. Apr. 1999                          | John Copeland          | J. Michael Straczynski                                               | 522                 |
| 110        | 22        | Der Weg ins Licht          | Sleeping in Light                        | 25. Nov. 1998        | 10. Apr. 1999                         | J. Michael Straczynski | J. Michael Straczynski                                               | 422                 |